# Rafal Vell
La barriada del Rafal Vell de Palma, a Mallorca en la zona de la seva primera urbanització, nasqué d'una forma anòmala, presentant mancances de tota classe. El fet que la barriada nasqués sense cap tipus d'infraestructura ha estat, possiblement, determinant per accentuar el caràcter reivindicatiu dels seus habitants. No han cedit davant d'adversitat i han aconseguit que se'ls dotàs de tots els serveis públics que la comunitat demanava.

## Ubicació de la barriada

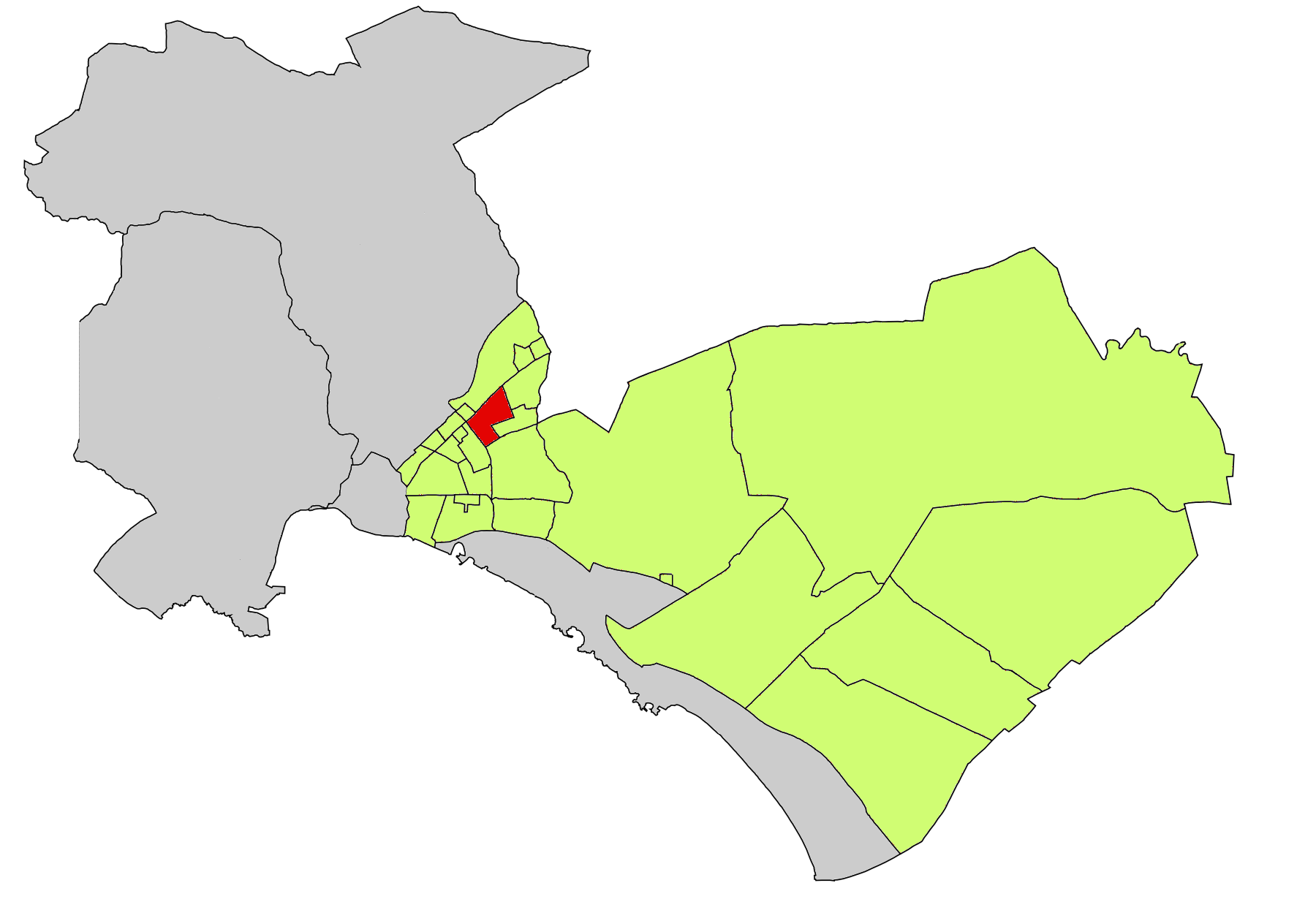
Localització Barriada Rafal Vell

La barriada del Rafal Vell està situada cap a Llevant de Palma, al costat del carrer d'Aragó, vora el quilòmetre tres, a la dreta tot just després del que era la via del tren, actualment part de la Via de Cintura. Per l'esquerra limita amb la Via de Cintura, i els barris de es Rafal-Vivero, Rafal Nou, Son Forteza i Son Guells. El barri està situat a 1,8 km del que eren les murades de Palma sobre una antiga possessió de bona collita de blat, xeixa, ametlles i de molt de bestiar, anomenada Rafal Vell que ha donat nom a la barriada.

### Anècdotes i curiositats del Rafal Vell
- Col·lisió del tren amb el tramvia.

Era l'any 1953 quan el tramvia del Pont d'Inca va col·lidir amb el tren que anava cap a Santanyí.
- El perquè del nom del carrer de la Mare de Déu de Montserrat.

Perquè l'antic amo de la possessió era molt devot de la Mare de Déu de Montserrat.
- Desbordament del torrent d'en Barbarà.

Es fa produir cap a 1965 quan l'aigua arribà a sobrepassar més d'un metre el llit del torrent.

## Demografia

### Distribució: edat i sexe
És una població molt jove, de 0 a 14 anys, comença a haver una disminució bastant considerable entre els grups de 20 a 24 anys. La població comença a disminuir a partir dels 40 anys. El nombre de persones majors de 65 anys és bastant reduït en proporció al de Palma en general.

### Distribució: estat civil
S'ha de destacar que el major nombre de matrimonis joves (de 19 a 30 anys) i disminueix a partir d'aquesta edat. El nombre de fadrins, tant homes com dones, és considerable comparat amb els matrimonis. El percentatge de separats-divorciats és baix, encara que la tendència és cap a dalt.

### Distribució: províncies i països d'origen
Aproximadament la distribució de persones procedents de les Illes Balears és major que el conjunt de peninsulars, encara que el nombre comença a ser similar. El nombre de persones procedents de la península ja és del 40% i d'altres països reflecteix el 20%.

## Infraestructures
En general, tots els carrers de la barriada estan ben senyalitzats tant verticalment com horitzontalment. Hi ha una bona canalització d'aigües, un bon enllumenat pública i asfaltatge ben conservat. La recollida de fems es va mitjançant contenidors cada dia. Es fa recollida selectiva.

## Equipaments i serveis

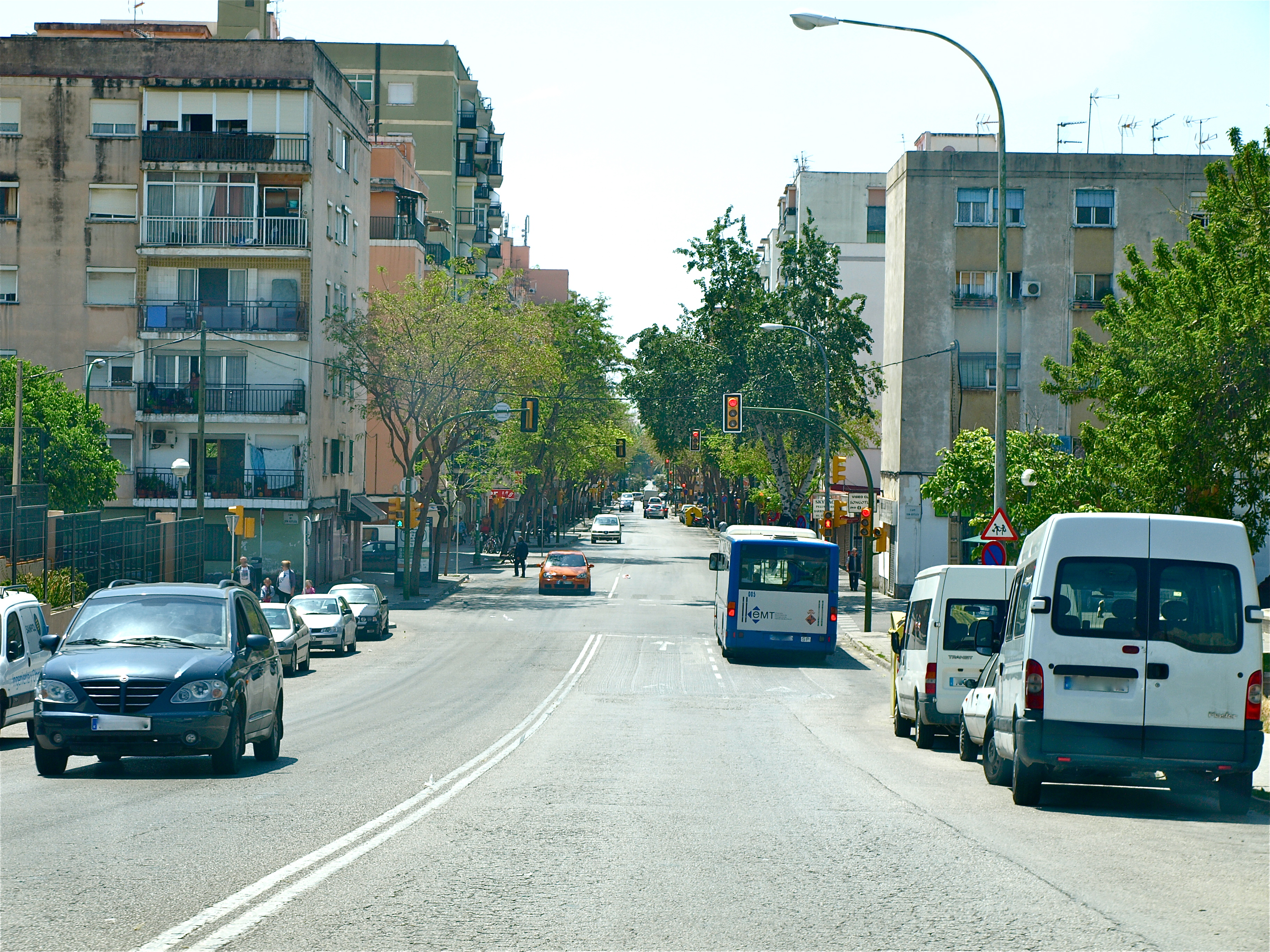
Transport públic

### Casal de Barri
És un lloc on conflueixen els recursos municipals amb una voluntat ferma de les entitats de la barriada de fer-ne una casa de tots, on hi hagi vida. Es fan programes trimestrals patrocinats per l'Ajuntament de Palma, elaborats per les entitats de la barriada. Esta al carrer Joan Estelrich Artigues 50

### Biblioteca Pública
Té una funció educativa i cultural. És oberta a tothom que hi vulgui anar sense importar ni l'edat ni el lloc de residència. Els serveis que ofereix són de consulta i de préstec. Per poder treure llibres cal ser soci. Situada al Casal de Barri del Rafal

### Col·legi Públic del Rafal Vell
Al col·legi públic del Rafal VellEl nivell d'ensenyament que s'imparteix és d'Educació Infantil i Primària. Té alumnat entre 3 i 12 anys. Va ser uns dels primers col·legis que va fer l'ensenyament en català, cosa que, va provocar, un augment de la demanda de places.

### Col·legi de Sant Josep Obrer
El col·legi Sant Josep Obrerés un centre privat subvencionat que imparteix classes des de quatre anys fins a 18 anys. Tenen un edifici per Educació Infantil, un edifici per Educació Primària i un edifici per Educació Secundària, Batxillerat, PQPI, Cicles formatius...

### Centre de Salut Rafal-Vivero
Al Centre de Salut es duu a terme, a més d'una tasca assistencial, una tasca de prevenció i d'educació sanitària. Serveis com: medicina de família, salut mental, ginecologia, tocologia, infermeria... Des de les activitats de prevenció i d'educació sanitària que es realitzen, cal esmentar les reunions i xerrades informatives sobre alimentació, exercici físic...

### Servei de Transport Públic
El servei de transport públic és cobert per diferents línies de l'Empresa Municipal de Transport.
Associació de Veïnats es Rafal Vell
Fundada l'any 1973 per un grup de veïnats agosarats. Des de l'inici té cura de les problemàtiques de la barriada, realitza i coordina les activitats socioculturals del barri. És l'Associació de Veïnats més antiga de Mallorca

## Dinàmica sociocultural
1. Associacions:
  1. Atlètic Rafal.
  2. Associació de Veïnats del Rafal Vell.
  3. Casal de Barri del Rafal
  4. Associació de Pares d'Alumnes Es Torrent.
  5. Associació de Pares d'Alumnes Sant Josep Obrer
  6. Associació de la Tercera Edat Mare de Déu de Montserrat.
  7. Parròquia de la Mare de Déu de Montserrat.